# Vlag van Boelenslaan

Vlag van Boelenslaan

De vlag van Boelenslaan is de dorpsvlag van het Nederlandse dorp Boelenslaan, in de Friese gemeente Achtkarspelen. De vlag werd in 1999 geregistreerd.

## Beschrijving
De beschrijving van de vlag is als volgt:
In groen een rode gelijkbenige broekingsdriehoek, naar de broekzijde langer gemaakt met 1/5 vlaglengte en belegd met een witte roos met een hoogte, gelijk aan 2/5 vlaghoogte; aansluitend aan de rode broekingsdriehoek een gele rechthoekige keper met de top op 2/3 vlaglengte.
De kleuren zijn afkomstig van het dorpswapen.

## Symboliek
- Rode driehoek: staat voor de wâldhúskes van steen in het dorp.[2]
- Gele keper: verwijst naar het ploegen waarmee de arme heide veranderd werd naar bouwland of grasland.[2]
- Groen veld: duidt op de toekomst met welvaart.[2]

Witte roos: afkomstig uit het wapen van de familie Van Boelens, naamgever van het dorp.